# Joachim Cuntz

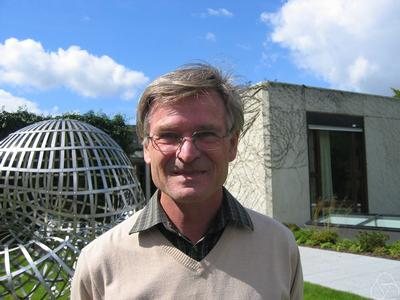
Joachim Cuntz im Mathematischen Forschungsinstitut Oberwolfach 2007

Joachim Cuntz (* 28. September 1948 in Mannheim) ist ein deutscher Mathematiker.

## Leben
Nach dem Abitur 1967 in Tauberbischofsheim und Wehrdienst studierte Joachim Cuntz Mathematik und Physik in Heidelberg und Paris. 1974 machte er sein Diplom in Heidelberg und wurde 1975 in Bielefeld bei Horst Behncke promoviert (Lokale Eigenschaften von Operatoralgebren). Es folgte 1977 die Habilitation an der TU Berlin.
Von 1976 bis 1978 war Cuntz Assistenzprofessor an der TU Berlin. 1978 ging er auf eine Stelle am SFB 123 in Heidelberg, die er bis 1981 innehatte. Von 1982 bis 1985 war Cuntz Associate Professor an der University of Pennsylvania, ab 1985 dort Adjunct Professor. 1984 wurde er Professor an der Universität des Mittelmeeres Aix-Marseille II und 1988 ordentlicher Professor an der Universität Heidelberg. Dort blieb er bis 1997, als er als ordentlicher Professor an die Westfälische Wilhelms-Universität in Münster berufen wurde.
Cuntz ist Fellow der American Mathematical Society. 2014 wurde er in die Leopoldina gewählt. Der deutsche Diplomat Eckart Cuntz ist sein Bruder.

## Familie
Joachim Cuntz ist seit 1973 verheiratet und hat drei Kinder.

## Werk
Joachim Cuntz hat grundlegende Beiträge zu dem Gebiet der C*-Algebren und zu dem neuen Gebiet der Nichtkommutativen Geometrie (im Sinn von Alain Connes) gemacht und diese Gebiete mit aufgebaut. Er hat insbesondere die Strukturtheorie einfacher C*-Algebren initiiert und dort entscheidende neue Beispiele und Methoden eingeführt (etwa die Cuntz-Algebren und die Cuntz-Halbgruppe). Er hat die Methoden der K-Theorie als einer der ersten auf nichtkommutative Algebren angewendet und diese Theorie von Grund auf mitentwickelt. In Zusammenarbeit mit Daniel Quillen hat er einen neuen Zugang zur zyklischen Kohomologie aufgebaut und die Ausschneidungseigenschaft der periodischen zyklischen Theorie bewiesen. Seit einigen Jahren beschäftigt er sich in erster Linie mit der Untersuchung von Algebren, die mit Strukturen aus der Zahlentheorie im Zusammenhang stehen.

## Preise und Auszeichnungen
- 1990 Invited Speaker auf dem Internationalen Mathematikerkongress in Kyōto (Cyclic Cohomology and K-Homology).
- Max-Planck-Forschungspreis  (zusammen mit G. Kasparov), 1993
- Medaille des Collège de France, 1997
- Gottfried-Wilhelm-Leibniz-Preis der DFG, 1999
- Ehrendoktorwürde der Universität Kopenhagen
- Advanced Investigators Grant des ERC, 2010

## Schriften
- mit W. Krieger: A class of {\displaystyle C^{*}}-algebras and topological Markov chains. I: Invent. Math. 56 (1980), no. 3, 251–268; II: ibid. 63 (1981), no. 1, 25–40.
- K-theory for certain {\displaystyle C^{*}}-algebras. Ann. of Math. (2) 113 (1981), no. 1, 181–197.
- mit D. Quillen: Cyclic Algebra extensions and nonsingularity. J. Amer. Math. Soc. 8 (1995), no. 2, 251–289.
- mit D. Quillen: Cyclic homology and nonsingularity. J. Amer. Math. Soc. 8 (1995), no. 2, 373–442.
- mit D. Quillen: Excision in bivariant periodic cyclic cohomology. Invent. Math. 127 (1997), no. 1, 67–98.
- Bivariante {\displaystyle K}-Theorie für lokalkonvexe Algebren und der Chern-Connes-Charakter. Doc. Math. 2 (1997), 139–182
- A survey of some aspects of non commutative geometry, Jahresbericht DMV, Band 95, Heft 2, 1993
- mit Georges Skandalis, Boris Tsygan: Cyclic homology in non-commutative geometry, in Cuntz, Vaughan Jones (Herausgeber) Operators algebras and non-commutative geometry, Band 2, Encyclopaedia of Mathematical Sciences, Springer Verlag (darin von Cuntz: Cyclic theory, bivariant K-theory and the bivariant Chern-Connes Character)
- Connes, Cuntz u. a. Noncommutative geometry. Lectures at the CIME school, Martina Franca, September 2000, Lecture notes in Mathematics, Band 1831, 2004, Springer Verlag, darin von Cuntz: Cyclic cohomology, non commutative geometry and quantum group symmetries, Cyclic theory and the bivariant Chern-Connes character
- als Herausgeber Cyclic homology and non-commutative geometry, American Mathematical Society 1997 (Workshop Waterloo/Ontario 1995, Fields Institute)